# Schub-Druck-Gummifederung
Die Schub-Druck-Gummifederung stellt eine in mehrere Raumrichtungen bewegliche Verbindung zweier Bauteile her. Sie wird bevorzugt bei der direkten Federung von Schienenfahrzeugen im privaten Betrieb angewendet. Die Firma Continental vertreibt diese Art der Federung unter dem geschützten Markennamen Megi-Federung.

## Schienenfahrzeuge

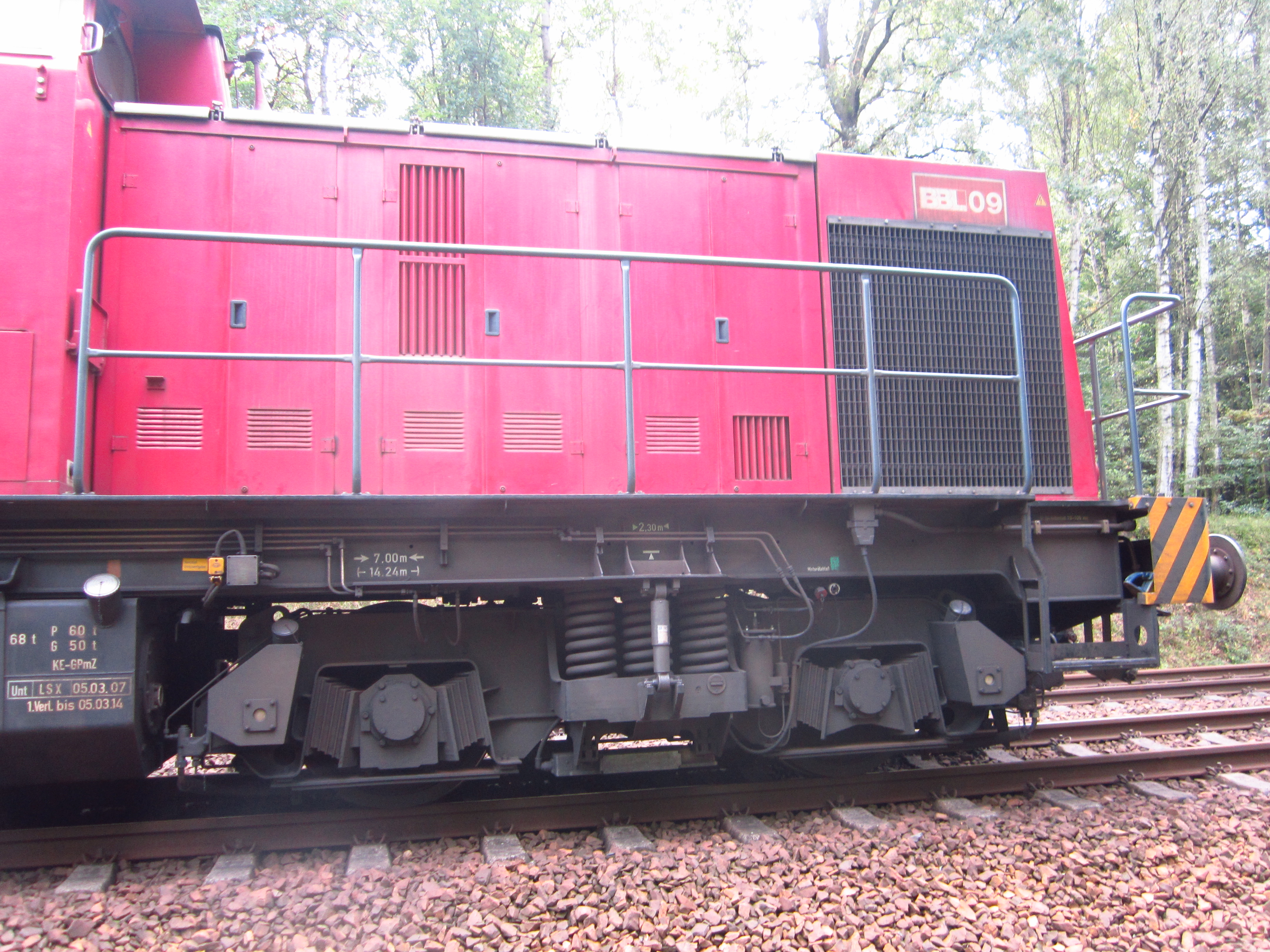
Schub-Druck-Federung an einer DR-Baureihe V 100

### Lokomotiven
Ab den 1930er Jahren wurde die direkte Federung zwischen den Fahrzeugachsen und dem Fahrzeugrahmen bei Schienenfahrzeugen mit oberhalb von den Achsen angeordneten Blattfedern, welche mit Federspannschrauben und Schraubenfeder verbunden waren, durchgeführt. Diese für stärkere Belastung wirkungsvolle Abfederung war stets wartungsintensiv. Bei den Lokomotiven kam es bei den Schraubenfedern häufig zu Brüchen, welche Betriebsstörungen auslösten.
Während des Zweiten Weltkrieges war die Beschaffung von Schraubenfedern so gut wie unmöglich. So entstanden verschiedene Alternativlösungen. Im Helmstedter Braunkohlerevier wurden anstatt der gebrochenen Schraubenfedern zuerst Ersatz durch aus Förderbändern hergestellten Ersatz-Gummifedern verwendet, wobei die Schraubenfedern durch mehrlagige Gummiplatten ersetzt wurden. Da sich diese Notlösung recht gut bewährte, wurde in Folge die gesamte Federung durch eine Gummifederung ersetzt. Die Federcharakteristik für die Fahrzeuge mit den verschiedenen Lastcharackteristiken (beladen/leer) machte eine Verwendung einer sehr harten Gummifederung unmöglich. So wurde eine Federung mit mehreren Gummiplatten und dazwischen liegenden Stahlplatten verwendet, die trapezförmig zwischen dem Fahrzeugrahmen und der Achslagerung gelagert wurden. Diese Federcharakteristik kann je nach Einsatzfall in verschiedenen Varianten von Anzahl und Lage der Gummiplatten, Gummihärte und Anordnungswinkel verwendet werden. Im Helmstedter Braunkohlerevier wurde als wirkungsvollste Variante der Gummifahrzeugfeder die Gummi-Glockenfederung verwendet, die auch bei den Fahrzeugen der Baureihe Henschel/SSW Typ Braunschweig verwendet wurde.
Diese Arten der Federung sind bei der DR-Baureihe 118, der DB-Baureihe 203, der MEG V 70.01 und bei verschiedenen anderen Diesellokomotiven bekannt.

### Wagen
Bei Wagen blieb die Megi-Federung bei Güterwagen, speziell bei Einseitenkippern im Braunkohlebergbau und anderen Werksbahnen begrenzt. Das Kriterium waren die Belastung und Robustheit im Fahrbetrieb.